# آندری پروکوفیف
آندری پروکوفیف (روسی: Андрей Васильевич Прокофьев؛ ۶ ژوئن ۱۹۵۹ – ۱۷ ژوئن ۱۹۸۹) دونده اهل اتحاد جماهیر شوروی سوسیالیستی بود.
از افتخارات وی میتوان به کسب مدال طلا دو ۱۰۰ × ۴ متر در بازی‌های المپیک تابستانی ۱۹۸۰ اشاره کرد.